# 989
989 (CMLXXXIX) je bilo navadno leto, ki se je po julijanskem koledarju začelo na torek.

## Dogodki
- 1. januar

## Rojstva
- Fan Zhongyan, kitajski državnik in učenjak († 1052)
- Čagri Beg, seldžuški guverner († 1059)

## Smrti
- Smbat II. Armenski, kralj Bagratidske Armenije (* ni znano)